# Гордон Бенкс
Гордон Бенкс (англ. Gordon Banks, нар. 30 грудня 1937, Шеффілд — пом. 12 лютого 2019, Сток-он-Трент) — англійський футболіст, воротар.
Насамперед відомий виступами за клуби «Лестер Сіті» та «Сток Сіті», а також національну збірну Англії.
Включений до переліку «125 найкращих футболістів світу», складеного у 2004 році на прохання ФІФА до сторіччя цієї організації легендарним Пеле. 2000 року посів друге місце у переліку найкращих футбольних воротарів XX століття, складеного Міжнародною федерацією футбольної історії і статистики.

## Клубна кар'єра
У дорослому футболі дебютував 1955 року виступами за команду клубу «Честерфілд», в якій провів чотири сезони, взявши участь у 23 матчах чемпіонату.
Своєю грою за цю команду привернув увагу представників тренерського штабу клубу «Лестер Сіті», до складу якого приєднався 1959 року. Відіграв за команду з Лестера наступні сім сезонів своєї ігрової кар'єри. Більшість часу, проведеного у складі «Лестер Сіті», був основним голкіпером команди. За цей час виборов титул володаря Кубка англійської ліги.
1966 року уклав контракт з клубом «Сток Сіті», у складі якого провів наступні шість років своєї кар'єри гравця. Граючи у складі «Сток Сіті» також здебільшого виходив на поле в основному складі команди. За цей час додав до переліку своїх трофеїв ще один титул володаря Кубка англійської ліги.
Завершив професійну ігрову кар'єру в американському клубі «Форт-Лодердейл Страйкерз», за команду якого виступав протягом 1977—1978 років, а 1977 року на правах оренди захищав кольори команди ірландського «Сент-Патрікс Атлетік».

## Виступи за збірну
1963 року дебютував в офіційних матчах у складі національної збірної Англії. Протягом кар'єри у національній команді, яка тривала 10 років, провів у формі головної команди країни 73 матчі.
У складі збірної був учасником чемпіонату світу 1962 року у Чилі, чемпіонату світу 1966 року в Англії, здобувши того року титул чемпіона світу, чемпіонату Європи 1968 року в Італії, на якому команда здобула бронзові нагороди та чемпіонату світу 1970 року у Мексиці.

## Титули і досягнення

### Командні
- Володар Кубка англійської ліги (2):

«Лестер Сіті»: 1963-64
«Сток Сіті»: 1971-72
- Чемпіон світу (1):

 Англія: 1966

### Особисті
- Офіцер Ордену Британської імперії: 1970
- Футболіст року за версією АФЖ: 1972
- Увійшов до списку ФІФА 100: 2004
- Друге місце у переліку найкращих футбольних воротарів XX століття за версією IFFHS: 2000

| Дата       | Місто              | Господарі         | Результат  | Гості             | Турнір                       | Голи | Примітки       |
| ---------- | ------------------ | ----------------- | ---------- | ----------------- | ---------------------------- | ---- | -------------- |
| 6-04-1963  | Глазго             | Шотландія         | 2 – 1      | Англія            | товариський матч             | -2   |                |
| 8-05-1963  | Белу-Оризонті      | Бразилія          | 1 – 1      | Англія            | товариський матч             | -1   |                |
| 29-05-1963 | Прага              | Чехословаччина    | 2 – 4      | Англія            | товариський матч             | -2   |                |
| 2-06-1963  | Лейпциг            | ФРН               | 2 – 1      | Англія            | товариський матч             | -2   |                |
| 5-06-1963  | Цюрих              | Швейцарія         | 1 – 8      | Англія            | товариський матч             | -1   |                |
| 12-10-1963 | Кардіфф            | Уельс             | 0 – 4      | Англія            | товариський матч             | -    |                |
| 20-11-1963 | Белфаст            | Північна Ірландія | 3 – 8      | Англія            | товариський матч             | -3   |                |
| 11-04-1964 | Глазго             | Шотландія         | 1 – 0      | Англія            | товариський матч             | -1   |                |
| 6-05-1964  | Монтевідео         | Уругвай           | 1 – 2      | Англія            | товариський матч             | -1   |                |
| 17-05-1964 | Лісабон            | Португалія        | 3 – 4      | Англія            | товариський матч             | -3   |                |
| 24-05-1964 | Дублін             | Ірландія          | 1 – 3      | Англія            | товариський матч             | -1   |                |
| 27-05-1964 | Нью-Йорк           | США               | 0 – 10     | Англія            | товариський матч             | -    |                |
| 30-05-1964 | Ріо-де-Жанейро     | Бразилія          | 5 – 1      | Англія            | Кубок Націй                  | -5   |                |
| 4-06-1964  | Сан-Паулу          | Англія            | 1 – 1      | Португалія        | Кубок Націй                  | -1   |                |
| 6-06-1964  | Буенос-Айрес       | Аргентина         | 1 – 0      | Англія            | товариський матч             | -1   |                |
| 3-10-1964  | Белфаст            | Північна Ірландія | 3 – 4      | Англія            | товариський матч             | -3   |                |
| 18-11-1964 | Кардіфф            | Уельс             | 1 – 2      | Англія            | товариський матч             | -1   |                |
| 10-04-1965 | Амстердам          | Нідерланди        | 1 – 1      | Англія            | товариський матч             | -1   |                |
| 5-05-1965  | Лондон             | Англія            | 1 – 1      | Угорщина          | товариський матч             | -1   |                |
| 9-05-1965  | Загреб             | Югославія         | 1 – 1      | Англія            | товариський матч             | -1   |                |
| 12-05-1965 | Франкфурт-на-Майні | ФРН               | 0 – 1      | Англія            | товариський матч             | -    |                |
| 16-05-1965 | Стокгольм          | Швеція            | 1 – 2      | Англія            | товариський матч             | -1   |                |
| 2-10-1965  | Кардіфф            | Уельс             | 0 – 0      | Англія            | товариський матч             | -    |                |
| 10-11-1965 | Відень             | Австрія           | 3 – 2      | Англія            | товариський матч             | -3   |                |
| 8-12-1965  | Севілья            | Іспанія           | 0 – 2      | Англія            | товариський матч             | -    |                |
| 5-01-1966  | Краків             | Польща            | 1 – 1      | Англія            | товариський матч             | -1   |                |
| 23-02-1966 | Манчестер          | Англія            | 1 – 0      | ФРН               | товариський матч             | -    |                |
| 4-03-1966  | Глазго             | Шотландія         | 3 – 4      | Англія            | товариський матч             | -3   |                |
| 4-05-1966  | Белград            | Югославія         | 0 – 2      | Англія            | товариський матч             | -    |                |
| 26-06-1966 | Гельсінкі          | Фінляндія         | 0 – 3      | Англія            | товариський матч             | -    |                |
| 29-06-1966 | Осло               | Норвегія          | 1 – 6      | Англія            | товариський матч             | -1   |                |
| 3-07-1966  | Копенгаген         | Данія             | 0 – 2      | Англія            | товариський матч             | -    |                |
| 5-07-1966  | Варшава            | Польща            | 0 – 1      | Англія            | товариський матч             | -    |                |
| 11-07-1966 | Лондон             | Англія            | 0 – 0      | Уругвай           | ЧС 1966 - 1-й етап           | -    |                |
| 16-07-1966 | Лондон             | Англія            | 2 – 0      | Мексика           | ЧС 1966 - 1-й етап           | -    |                |
| 20-07-1966 | Лондон             | Англія            | 2 – 0      | Франція           | ЧС 1966 - 1-й етап           | -    |                |
| 23-07-1966 | Лондон             | Англія            | 1 – 0      | Аргентина         | ЧС 1966 - чвертьфінал        | -    |                |
| 26-07-1966 | Лондон             | Англія            | 2 – 1      | Португалія        | ЧС 1966 - півфінал           | -1   |                |
| 30-07-1966 | Лондон             | Англія            | 4 – 2 д.ч. | ФРН               | ЧС 1966 - Фінал              | -2   | чемпіони світу |
| 22-10-1966 | Белфаст            | Північна Ірландія | 0 – 2      | Англія            | Відбір до ЧЄ 1968            | -    |                |
| 2-11-1966  | Прага              | Чехословаччина    | 0 – 0      | Англія            | товариський матч             | -    |                |
| 16-11-1966 | Лондон             | Англія            | 2 – 1      | Уельс             | Відбір до ЧЄ 1968            | -1   |                |
| 15-04-1967 | Лондон             | Англія            | 2 – 3      | Шотландія         | Відбір до ЧЄ 1968            | -3   |                |
| 24-05-1967 | Мадрид             | Іспанія           | 0 – 2      | Англія            | товариський матч             | -    |                |
| 21-10-1967 | Кардіфф            | Уельс             | 0 – 3      | Англія            | Відбір до ЧЄ 1968            | -    |                |
| 22-11-1967 | Лондон             | Англія            | 2 – 0      | Північна Ірландія | Відбір до ЧЄ 1968            | -    |                |
| 6-12-1967  | Бірмінгем          | Англія            | 2 – 2      | СРСР              | товариський матч             | -2   |                |
| 24-02-1968 | Глазго             | Шотландія         | 1 – 1      | Англія            | Відбір до ЧЄ 1968            | -1   |                |
| 3-04-1968  | Лондон             | Англія            | 1 – 0      | Іспанія           | Відбір до ЧЄ 1968            | -    |                |
| 22-05-1968 | Стокгольм          | Швеція            | 1 – 3      | Англія            | товариський матч             | -1   |                |
| 1-06-1968  | Кайзерслаутерн     | ФРН               | 1 – 0      | Англія            | товариський матч             | -1   |                |
| 5-06-1968  | Флоренція          | Югославія         | 1 – 0      | Англія            | ЧЄ 1968 - півфінал           | -1   |                |
| 8-06-1968  | Рим                | Англія            | 2 – 0      | СРСР              | ЧЄ 1968 - матч за 3-тє місце | -    |                |
| 6-11-1968  | Бухарест           | Румунія           | 0 – 0      | Англія            | товариський матч             | -    |                |
| 11-12-1968 | Софія (місто)      | Болгарія          | 1 – 1      | Англія            | товариський матч             | -1   |                |
| 15-01-1969 | Ліверпуль          | Англія            | 1 – 1      | Чехословаччина    | товариський матч             | -1   |                |
| 12-03-1969 | Париж              | Франція           | 0 – 5      | Англія            | товариський матч             | -    |                |
| 3-05-1969  | Белфаст            | Північна Ірландія | 1 – 3      | Англія            | товариський матч             | -1   |                |
| 7-05-1969  | Саутгемптон        | Англія            | 2 – 1      | Уельс             | товариський матч             | -1   |                |
| 10-05-1969 | Глазго             | Шотландія         | 1 – 4      | Англія            | товариський матч             | -1   |                |
| 1-06-1969  | Мехіко             | Мексика           | 0 – 0      | Англія            | товариський матч             | -    |                |
| 8-06-1969  | Монтевідео         | Уругвай           | 1 – 2      | Англія            | товариський матч             | -1   |                |
| 12-06-1969 | Сан-Паулу          | Бразилія          | 2 – 1      | Англія            | товариський матч             | -2   |                |
| 5-11-1969  | Роттердам          | Нідерланди        | 1 – 0      | Англія            | товариський матч             | -1   |                |
| 10-12-1969 | Лісабон            | Португалія        | 0 – 1      | Англія            | товариський матч             | -1   |                |
| 25-02-1970 | Брюссель           | Бельгія           | 1 – 3      | Англія            | товариський матч             | -1   |                |
| 18-04-1970 | Кардіфф            | Уельс             | 1 – 1      | Англія            | товариський матч             | -1   |                |
| 21-04-1970 | Інсбрук            | Австрія           | 1 – 3      | Англія            | товариський матч             | -1   |                |
| 25-04-1970 | Глазго             | Шотландія         | 0 – 0      | Англія            | товариський матч             | -    |                |
| 20-05-1970 | Богота             | Колумбія          | 0 – 4      | Англія            | товариський матч             | -    |                |
| 24-05-1970 | Сантьяго           | Чилі              | 0 – 2      | Англія            | товариський матч             | -    |                |
| 2-06-1970  | Гвадалахара        | Англія            | 1 – 0      | Румунія           | ЧС 1970 - 1-й етап           | -    |                |
| 7-06-1970  | Гвадалахара        | Бразилія          | 1 – 0      | Англія            | ЧС 1970 - 1-й етап           | -1   |                |
| 11-06-1970 | Гвадалахара        | Англія            | 1 – 0      | Чехословаччина    | ЧС 1970 - 1-й етап           | -    |                |
| 3-02-1971  | Валлетта           | Мальта            | 0 – 1      | Англія            | Відбір до ЧЄ 1972            | -    |                |
| 21-04-1971 | Лондон             | Англія            | 3 – 0      | Греція            | Відбір до ЧЄ 1972            | -    |                |
| 12-05-1971 | Манчестер          | Англія            | 5 – 0      | Мальта            | Відбір до ЧЄ 1972            | -    |                |
| 15-05-1971 | Белфаст            | Північна Ірландія | 0 – 1      | Англія            | товариський матч             | -    |                |
| 19-05-1971 | Суонсі             | Уельс             | 0 – 0      | Англія            | товариський матч             | -    |                |
| 22-05-1971 | Глазго             | Шотландія         | 1 – 3      | Англія            | товариський матч             | -1   |                |
| 13-10-1971 | Цюрих              | Швейцарія         | 3 – 2      | Англія            | Відбір до ЧЄ 1972            | -3   |                |
| 1-12-1971  | Афіни              | Греція            | 0 – 2      | Англія            | Відбір до ЧЄ 1972            | -    |                |
| 29-04-1972 | Лондон             | Англія            | 1 – 3      | ФРН               | Відбір до ЧЄ 1972            | -3   |                |
| 13-05-1972 | Дортмунд           | ФРН               | 0 – 0      | Англія            | Відбір до ЧЄ 1972            | -    |                |
| Усього     |                    | Матчів            | 73         |                   | Голів                        | -75  |                |